# Jason Bartlett (chính khách)
Jason Bartlett là một doanh nhân và chính khách người Mỹ đến từ Connecticut. Ông là đảng viên Dân chủ, và là nghị sĩ Hạ viện Connecticut từ năm 2007 đến 2011, đại diện cho khu vực 2 của tiểu bang tại Bethel, Danbury và Redding. Ông thất cử trong bầu cử lại vào ngày 2 tháng 11 năm 2010.

## Tiểu sử
Bartlett được nuôi dưỡng trong Redding và tốt nghiệp Redding Public School, trước khi kiếm được bằng B.A. trong khoa học chính trị từ Đại học Connecticut.
Ông được bầu làm đại diện nhà nước năm 2006, đánh bại đảng Cộng hòa Phil Gallagher với 4.112 phiếu (54%) xuống 3.524 (46%). Năm 2008, Bartlett được bầu lại vào nhiệm kỳ thứ hai, bỏ phiếu 54% — tỷ lệ 945 phiếu. Năm 2010, Bartlett đối mặt với đảng Cộng hòa Dan Carter và bị đánh bại.
Trước đây, ông đã từng chạy vào năm 2002 và 2004, thua cả hai lần trước đảng Cộng hòa Hank Bielawa. Ông đã mất hơn 450 phiếu trong năm 2002, nhưng kết quả năm 2004 đặc biệt gần gũi — Bartlett chỉ mất 87 phiếu, với 49,6% phiếu bầu cho 50,4% của Bielawa.
Vào năm 2012, Bartlett đã chạy đến Quận Thượng viện số 24 của Connecticut, bao gồm Danbury, New Fairfield, Sherman và một phần của Bethel nhưng bị mất một khoản rất nhỏ cho Michael McLachlan.

## Đời tư
Trong hơn một thập kỷ, Bartlett đã sở hữu và điều hành công ty thế chấp của riêng mình. Ông là chủ sở hữu của Connecticut First Capitol ở Bethel cũng như một nhà hàng ở Hartford. Bartlett không còn với công ty thế chấp mà ông sở hữu và điều hành. Ông làm việc ngắn gọn cho Liên minh Công lý người Da đen Quốc gia, một tổ chức phi lợi nhuận chuyên chấm dứt nạn phân biệt chủng tộc và chứng đồng tính bằng cách trao quyền cho người đồng tính nữ da đen, đồng tính nam, song tính và chuyển giới.
Ông nuôi hai đứa con trai, con của người chú và dì đã mất. Năm nay 21 và 19 tuổi và cả hai đều học đại học cộng đồng ở Connecticut, họ đến sống với anh khi họ 11 và 9 tuổi.
Bartlett là người đồng tính công khai.. Mặc dù quận của ông là 96% người da trắng, Bartlett là người Mỹ gốc Phi. Ông phục vụ trong một thời gian khi đất nước chỉ là nhà lập pháp bang người da đen đồng tính công khai, một sự khác biệt mà ông đã mất khi Simone Bell được bầu vào Hạ viện Georgia vào tháng 12 năm 2009.